# Assassin's Creed (película)
Assassin's Creed es una película de acción de ciencia ficción distópica francesa-estadounidense de 2016, dirigida por Justin Kurzel, escrita por Michael Lesslie, Adam Cooper y Bill Collage, y protagonizada por Michael Fassbender (qué también desempeño como productor), así como Marion Cotillard, Jeremy Irons, Brendan Gleeson, Charlotte Rampling y Michael K. Williams. Está basada en la famosa franquicia de videojuegos Assassin's Creed de Ubisoft, que a su vez se inspiró en la novela Alamut de Vladimir Bartol.
La película está ambientada en el mismo universo que la franquicia de videojuegos Assassin's Creed, pero presenta una historia original que expande la mitología de la serie. La trama sigue a un hombre moderno llamado Callum Lynch que, a través de una máquina llamada Animus, explora los recuerdos de su antepasado Aguilar de Nerja, miembro de la Secta de los Asesinos de la vida real durante la Inquisición española, para obtener las habilidades de un Maestro Asesino y luchar contra los Caballeros templarios.
La producción comenzó a finales de agosto de 2015 y concluyó en enero de 2016, y fue estrenada el 21 de diciembre del mismo año. En general, recibió críticas negativas de los críticos que se dirigían principalmente a la trama y la escritura, aunque fue considerada una mejora con respecto a otras adaptaciones cinematográficas de otros videojuegos, siendo calificada como la mejor hasta la fecha. La película recaudó 240 millones de dólares en todo el mundo y su presupuesto fue de 125 millones millones de dólares.

## Argumento
En 1492, Andalucía, durante la guerra de Granada, Aguilar de Nerja (Michael Fassbender) es aceptado en la Hermandad de Asesinos. Está asignado a proteger al príncipe Ahmed (Kemaal Deen-Ellis) de Granada de los Caballeros Templarios. En 1986, el adolescente Callum "Cal" Lynch (Angus Brown) encuentra a su madre Mary (Essie Davis) asesinada por su padre, Joseph (Brian Gleeson), un Asesino moderno. Hombres armados liderados por Alan Rikkin (Jeremy Irons), CEO de Abstergo Industries de los Templarios, llegan para capturar a Joseph, quien convence a su hijo para que escape.
En 2016, Cal (Michael Fassbender) es condenado a muerte por asesinar a un chulo, pero su ejecución es falsificada por Abstergo Industries, que luego lo lleva a su centro de investigación en Madrid. Le dicen que los templarios están buscando el Fruto del Edén para eliminar la violencia usando el código de Fruto para controlar el libre albedrío de la humanidad. Sophia (Marion Cotillard), la hija de Alan y el científico principal, revela que Cal es un descendiente de Aguilar, la última persona que se confirmó que estaba en posesión del Fruto. Ella pone a Cal en el Animus, una máquina que le permite revivir (y los científicos observar) los recuerdos genéticos de Aguilar, para que Abstergo pueda aprender lo que hizo con el Fruto.
En España del siglo XV, Aguilar y su compañera María (Ariane Labed) son desplegados para rescatar a Ahmed, quien ha sido secuestrado por el Gran Maestro Templario Tomás de Torquemada (Javier Gutiérrez), para coaccionar al padre de Ahmed, el sultán Muhammad XII (Khalid Abdalla), para que entregue el Fruto. Aguilar y María interceptan a los templarios, pero son vencidos y capturados por Ojeda (Hovik Keuchkerian), el ejecutor de Torquemada. Cal es rápidamente sacado del Animus por Sophia.
Cal se encuentra con otros descendientes de Asesinos cautivos en la instalación, la mayoría de los cuales desconfían de sus motivos, a excepción de Moussa (Michael K. Williams), el descendiente de un Asesino haitiano del siglo XVIII llamado Baptiste y un líder clave. Cal comienza a experimentar alucinaciones, apodadas "Efecto Sangrado", tanto de Aguilar como el de Joseph. Cal y Sophia construyen una buena relación durante sus sesiones; ella confiesa que su madre también fue asesinada por un Asesino, compartiendo su odio a la Hermandad de los Asesinos de la cual su padre es miembro.
De vuelta en el Animus, Aguilar y María están programados para su ejecución, pero él y María logran liberarse, lo que lleva a una persecución en la azotea en la que escapan a través de un famoso "Salto de fe". La mente de Cal reacciona violentamente a la sesión y está temporalmente paralizado. Cuando Cal se entera de que su padre también está en la instalación, se enfrenta al mayor Joseph (Brendan Gleeson) por la muerte de su madre. Joseph le informa que el Efecto Sangrado permitirá que Cal posea las habilidades de combate de Aguilar. También se entera de que su madre era una Asesina, y ella eligió morir de la mano de Joseph en lugar de ser forzada al Animus. Al no estar convencido, Cal jura destruir a los Asesinos encontrando el Fruto, pero Joseph le advierte que no puede matarlos y que lo lleva en su sangre. Mientras tanto, Alan es presionada por una Anciana Templaria, Ellen Kaye (Charlotte Rampling), para cerrar el multimillonario Proyecto Animus porque ya han "ganado ... a las personas ya no les importan sus libertades civiles ... se contentan con seguir", llevando a Sophia a cuestionar las verdaderas intenciones de su padre.
Reafirmado por su encuentro con su padre, Cal voluntariamente entra nuevamente en el Animus, con lo cual Aguilar y María emboscan una reunión entre Muhammad y Torquemada. Logran matar a los templarios y recuperan el Fruto, aunque Ojeda captura a María para obligar a Aguilar a rendirse. En cambio, María elige la muerte y se apuñala a sí misma en la hoja de Ojeda. Aguilar lo mata y se escapa a través de otro Salto, cuya fuerza hace que el Animus funcione violentamente. Aguilar le da el Fruto a Cristóbal Colón (Gabriel Andreu), quien promete llevársela a su tumba. Cuando Moussa y los prisioneros Asesinos modernos inician una pelea para escapar, Alan ordena que las instalaciones sean purgadas. El equipo de seguridad de Abstergo Industries mata a Joseph y a la mayoría de los otros prisioneros.
Cal se encuentra todavía en la cámara del Animus y mientras termina su última sesión, se encuentra con las proyecciones de varios de sus ancestros Asesinos, entre ellos Aguilar, Arno Dorian (personaje principal de Assassin's Creed: Unity), un joven Joseph y su madre, mientras Sophia vislumbra la proyección de un Asesino idéntico en apariencia a ella. Persuadido por su madre, Cal "abraza" a su Credo de Asesinos y, habiendo asimilado completamente los recuerdos y habilidades de Aguilar, se une a Moussa y otros dos Asesinos sobrevivientes para escapar de las instalaciones.
Después de recuperar el Fruto de la bóveda de entierro de Colón, Alan y sus seguidores se reúnen en una ceremonia en un santuario templario en Londres para celebrar su triunfo. Dentro del santuario, una desilusionada Sophia se encuentra con Cal, que ha venido a tomar el Fruto, y ella a regañadientes le permite actuar. Cal recupera el Fruto, pero mata a Alan para hacerlo. Mientras Sophia jura vengarse de Cal, los Asesinos se van, prometiendo proteger una vez más el Fruto de los Templarios y se reúne con ellos en la azotea de un edificio para realizar un salto de fe.

## Reparto
- Michael Fassbender como Callum Lynch y Aguilar de Nerja.[6]

Un personaje original creado para la película, Lynch es un descendiente de los Asesinos, con vínculos genéticos con Aguilar, un Asesino en la España del siglo XV. Cal ha estado dirigiendo toda su vida, desde que se vio obligado a presenciar el asesinato de su madre cuando era niño. Pero vivir al margen de la sociedad también lo ha mantenido al margen de los secretos de su ascendencia. A la espera de ser ejecutado en el corredor de la muerte, Cal es capturado y llevado a las instalaciones de Abstergo (Fundación Abstergo en Madrid, España), donde pronto comprenderá su lugar en el mundo y controlará el poder que arde en su interior. Fassbender describió a Cal diciendo: "No tiene un linaje al que pueda sentir pertenencia ... es un alma un poco perdida. Siempre ha estado entrando y saliendo de las instalaciones correccionales" y, a la inversa, describió a Aguilar como "muy alguien que pertenece al Credo. Él tiene una causa, ha estado siguiendo esa causa. Él pertenece a ella".
- - Angus Brown como el joven Callum Lynch.
- Marion Cotillard como Sophia Rikkin.[6]

La hija de Alan Rikkin y la científica líder del proyecto Animus en la Fundación Abstergo. Sophia es una científica brillante decidida a utilizar la ciencia para erradicar los impulsos violentos de la humanidad y crear un mundo armonioso. Es posible que no vea el lado oscuro de las causas de los Templarios de hoy en día, y su lealtad aún no se ha probado. Cotillard describió la relación de Sophia con su padre como "retorcida". Su relación es distante y ella hace todo lo posible para que él se sienta orgulloso", explica. "Pero al mismo tiempo, comienza a comprender que en realidad no están en la misma página. Lo más importante para ella es no impresionar a su padre. Es para lograr lo que ella comenzó".
- Jeremy Irons como Alan Rikkin.[6]

El CEO de Abstergo Industries, uno de los líderes de los Templarios de hoy en día y el padre de Sophia, a quien ama profundamente. Dirige su propia organización, la Fundación Abstergo, fuera de Madrid, que se dedica a la "perfección" de la humanidad. Decidido a lograr el objetivo de siglos de los Templarios de controlar a toda la humanidad, Rikkin cree que a través de Cal y los recuerdos ancestrales que tiene, finalmente logrará el poder supremo para el mejoramiento de la humanidad. Irons describió al personaje como "un motor y un agitador. Una figura sombría. Un hombre que está a la vanguardia de este mundo". Al igual que Sophia, Rikkin cree en "eliminar el impulso violento que llevan todos los hombres", y ve una oportunidad en Cal. "Rikkin cree que la causa de la infelicidad en el mundo es la guerra, y si puede deshacerse de eso, la gente como él estará más segura y será más rica. No es un hombre muy moral, pero cree que lo es". El personaje anteriormente tenía un papel de habla menor en el primer juego de Assassin's Creed.
- Charlotte Rampling como Ellen Kaye.

Miembro principal de los Ancianos Templarios, conocida como "Su Excelencia", que busca reutilizar el presupuesto anual multimillonario de Abstergo utilizado para el programa Animus.
- Michael K. Williams como Moussa.

Descendiente de Baptiste, un Asesino haitiano que usó veneno vudú contra sus enemigos. Al hablar del personaje, Williams dijo: "Moussa definitivamente tiene algunas habilidades de Asesino. Aunque creo que prefiere usar el truco, la magia y el vudú para matar a sus oponentes en lugar de solo el combate cuerpo a cuerpo, pero si fuera necesario, podría llevarlo a la lona". Baptiste apareció anteriormente en Assassin's Creed III: Liberation.
- Denis Ménochet como McGowen.

Jefe de la fuerza de seguridad de Abstergo.
- Ariane Labed como Maria.

Una Asesina en la España del siglo XV y la aliada más cercana de Aguilar. Más mesurada que su compañera de brazos, María es liviana y extremadamente rápida, y juntos son una fuerza imparable. Al igual que Aguilar, comprende el daño que la influencia templaria le está haciendo a su país.
- Brendan Gleeson como Joseph Lynch.

El padre de Cal y un Asesino moderno.
- - Brian Gleeson como el joven Joseph Lynch.[6]
- Essie Davis como Mary Lynch / Mary McKye.

La madre de Cal, esposa de Joseph y una Asesina moderna. Ella se quitó la vida con la ayuda de su esposo para evitar que Abstergo la capturara e interrogara por la ubicación del Fruto del Edén. Su nombre no se dice en la película, pero se muestra brevemente en un tablero genealógico y se menciona en la novelización de la película.
- Crystal Clarks como Samia.
- Callum Turner como Nathan.

Descendiente de Duncan Walpole, un traidor de Asesinos del siglo XVIII. Walpole apareció anteriormente en Assassin's Creed IV: Black Flag.
- Octavia Selena Alexandru como Lara.
- Michelle H. Lin como Lin.

Descendiente de Shao Jun, una Asesina china del siglo XVI. Shao Jun apareció anteriormente en el cortometraje Assassin's Creed: Embers y en Assassin's Creed Chronicles: China.
- Matias Varela como Emir.

Descendiente de Yusuf Tazim, el mentor de la Hermandad de Asesinos Turcos a principios del siglo XVI. Tazim apareció anteriormente en Assassin's Creed: Revelations.
- Thomas Camilleri como el rey Fernando II de Aragón.
- Marysia S. Peres como la reina Isabel la Católica.
- Gabriel Andreu como Cristóbal Colón.

Un famoso viajero histórico quien es conocido por emprender el Descubrimiento de América.
- Khalid Abdalla como sultán Muhammad XII.
- Kemaal Deen-Ellis como el príncipe Ahmed.
- Javier Gutiérrez como Tomás de Torquemada.

Un inquisidor que gobernó la Inquisición española durante 15 años, y ordenó a sus inquisidores que desarraigaran y asesinaran a quienes consideraba que estaban manipulando la fe en su propia búsqueda del poder. La herramienta más potente de su arsenal era el auto de fe: actos teatrales de penitencia pública en los que todos los que atravesaban la Inquisición eran quemados vivos.
- Carlos Bardem como Benedicto.

El mentor de la Hermandad de Asesinos Españoles.
- Hovik Keuchkerian como Ojeda.

El ejecutor de Torquemada, quien hace el trabajo real: imponiendo un castigo más brutal a cualquiera que se atreva a desafiar a la Inquisición. No piensa en arrasar pueblos enteros y comanda un gran ejército; sin embargo, su falta de sutileza es su debilidad, porque permite a los Asesinos que operan en las sombras mantener sus ojos en él en todo momento.

## Producción
Basada en la exitosa serie Assassin's Creed, pero en ningún juego en particular, se estrenó el 21 de diciembre de 2016. La cinta fue dirigida por Justin Kurzel, producida por New Regency Productions y Michael Fassbender es el actor principal.
El 4 de septiembre de 2014 surgió el rumor de que la película tomaría lugar durante la Inquisición Española y que Michael Fassbender asumiría dos papeles, el del Asesino español Aguilar de Nerha y el de su descendiente en la actualidad. La película tendría un lugar, tiempo y protagonista diferente a los de los juegos, explorando nuevas historias dentro de la hermandad de los Asesinos.

## Estreno y recepción
Se estrenó el 21 de diciembre de 2016. Recaudó 54,6 millones de dólares en los Estados Unidos y Canadá y 186,3 millones de dólares en otros territorios para un total de 240,9 millones de dólares, frente a un presupuesto de producción de 125 millones de dólares.
La crítica valoró negativamente la película desde su lanzamiento. En Uproxx se señala que, aunque cuenta con uno de los mejores actores del mundo, le quita toda su personalidad.
En los sitios web de valoración de películas cuenta con una valoración media. Por ejemplo, en IMDb tiene un 6,3 y en FilmAffinity es valorada con un 5.
A pesar de las críticas, la película fue valorada como una mejora con respecto a otras adaptaciones cinematográficas de videojuegos, siendo calificada como la mejor adaptación de un videojuego hasta el momento.